# Rıfat Ilgaz
Rıfat Ilgaz (Törökország, Kastamonu, Cide, 1911. április 24. – Isztambul, 1993. július 7.) török író, költő, tanár. Törökország egyik legismertebb és egyben rendkívül termékeny költője volt, akinek több mint 60 munkája jelent meg.

## Életrajzi adatok

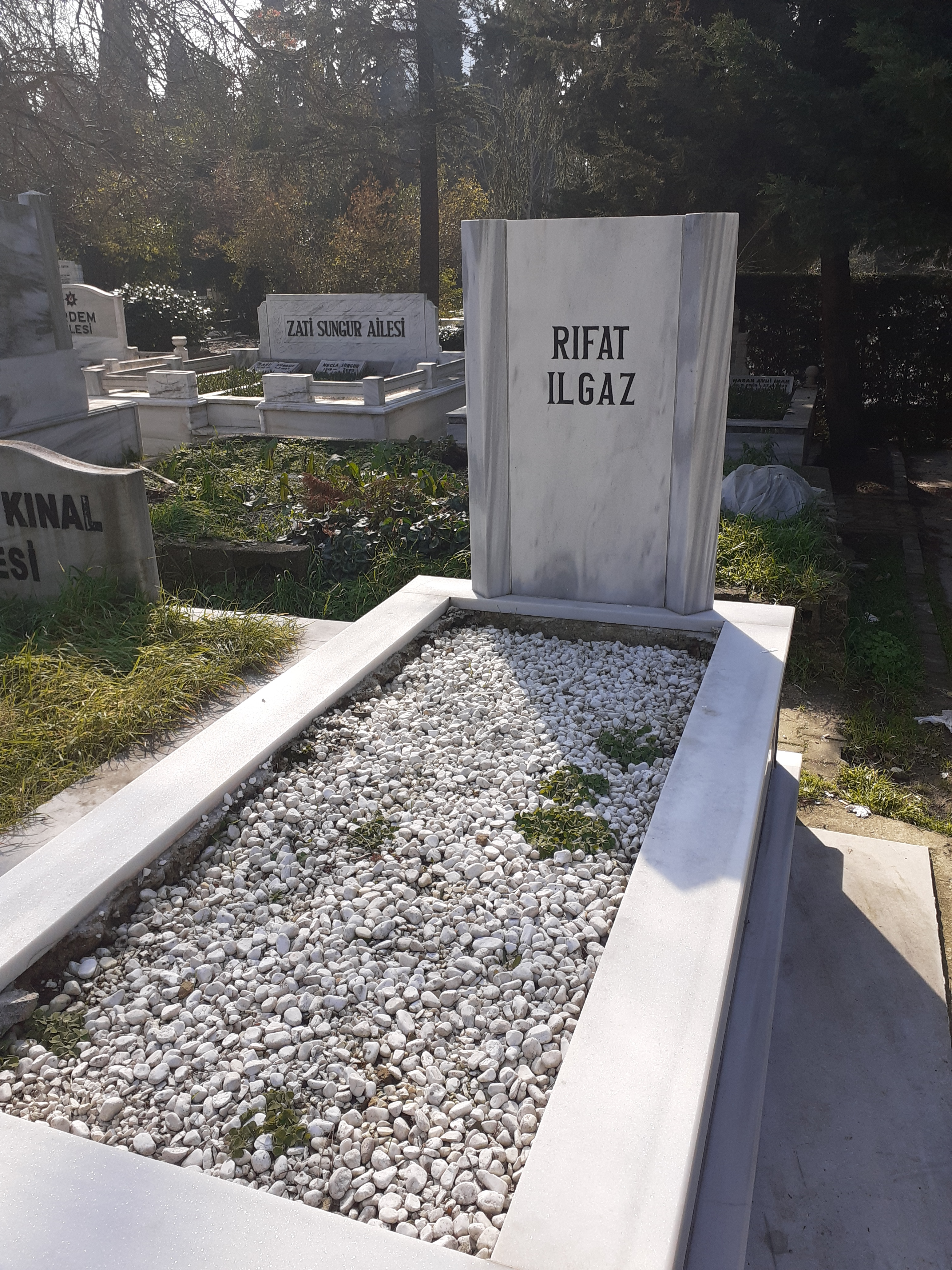
A költő sírja a Zincirlikuyu temetőben

A XX. századi török irodalom meghatározó alakja az általános iskolás évei alatt kezdett a költészettel foglalkozni.
Diplomája átvétele után általános iskolákban tanított, Geredében és Akçakocában.
1931-ben Boluban összeházasodott feleségével, Nuriye-vel. Egy évvel később Gönül nevű lánya született. 1933-ban iskolaigazgatónak nevezték ki Gümüşovába.
1936-ban az ankarai Gazi Eğitim Enstitüsü intézményben beiratkozott az irodalmi fakultásra és 1938-ban diplomázott, majd 1943-ban egy középiskolában tanár. Itt találkozott második feleségével, Rikkat-tal, akivel 1939-ben összeházasodott, akitől 1949-ben szintén elvált.
Első versei szocialista-realista irányzatúak. Egyik későbbi írása miatt bebörtönözték.

## Válogatott művei (török nyelvű felsorolás)
- Apartıman Çocukları
- Bacaksız Okulda
- Bacaksız Plajda
- Cart Curt
- Çalış Osman Çiftlik Senin
- Devam
- Don Kişot Istanbul'da
- Garibin Horozu
- Geçmişe Mazi
- Güvercinim Uyur mu?
- Hababam Sınıfı (1975) (film készült belőle)[1]
- Hababam Sınıfı Sınıfta Kaldı (1975) (film készült belőle)[2]
- Hababam Sınıfı Baskında (film készült belőle)
- Hababam Sınıfı İcraatın İçinde
- Hababam Sınıfı Uyanıyor
- Hoca Nasrettin Ve Çömezleri
- Karadeniz'in Kıyıcığında
- Karartma Geceleri (1990) (film készült belőle)[3]
- Kırk Yıl Once Kırk Yıl Sonra
- Kulağımız Kirişte
- Nerde Kalmıştık
- Nerde O Eski Usturalar
- Ocak Katırı Alagöz
- Öksüz Civciv
- Pijamalılar
- Radarın Anahtarı
- Rüşvetin Alamancası
- Sarı Yazma
- Sınıf
- Soluk Soluğa/Karakılçık/Uzak Değil
- Sosyal Kadınlar Partisi
- Şeker Kutusu
- Üsküdar'da Sabah Oldu
- Yarenlik
- Yaşadıkça
- Yıldız Karayel
- Yokuş Yukarı

## Magyarul
- Árva pipi; ford. Sipos Áron; Napkút, Bp., 2013
- Kopasz Mahmut diákjai. Képek egy török középiskolából; ford. Laki Zsuzsa; Móra, Bp., 1975

## Fordítás
- Ez a szócikk részben vagy egészben  a   Rıfat Ilgaz című angol Wikipédia-szócikk fordításán alapul.  Az eredeti cikk szerkesztőit annak laptörténete sorolja fel. Ez a jelzés csupán a megfogalmazás eredetét és a szerzői jogokat jelzi, nem szolgál a cikkben szereplő információk forrásmegjelöléseként.